# Gurre (Elsinor)
Gurre es una localidad situada en el municipio de Elsinor, en la región Capital (Dinamarca), con una población en 2012 de unos 419 habitantes.
Se encuentra ubicada en el extremo noreste de la isla de Selandia, junto al estrecho de Øresund (mar Báltico) y cerca de Copenhague.